# 멘젤부르기바

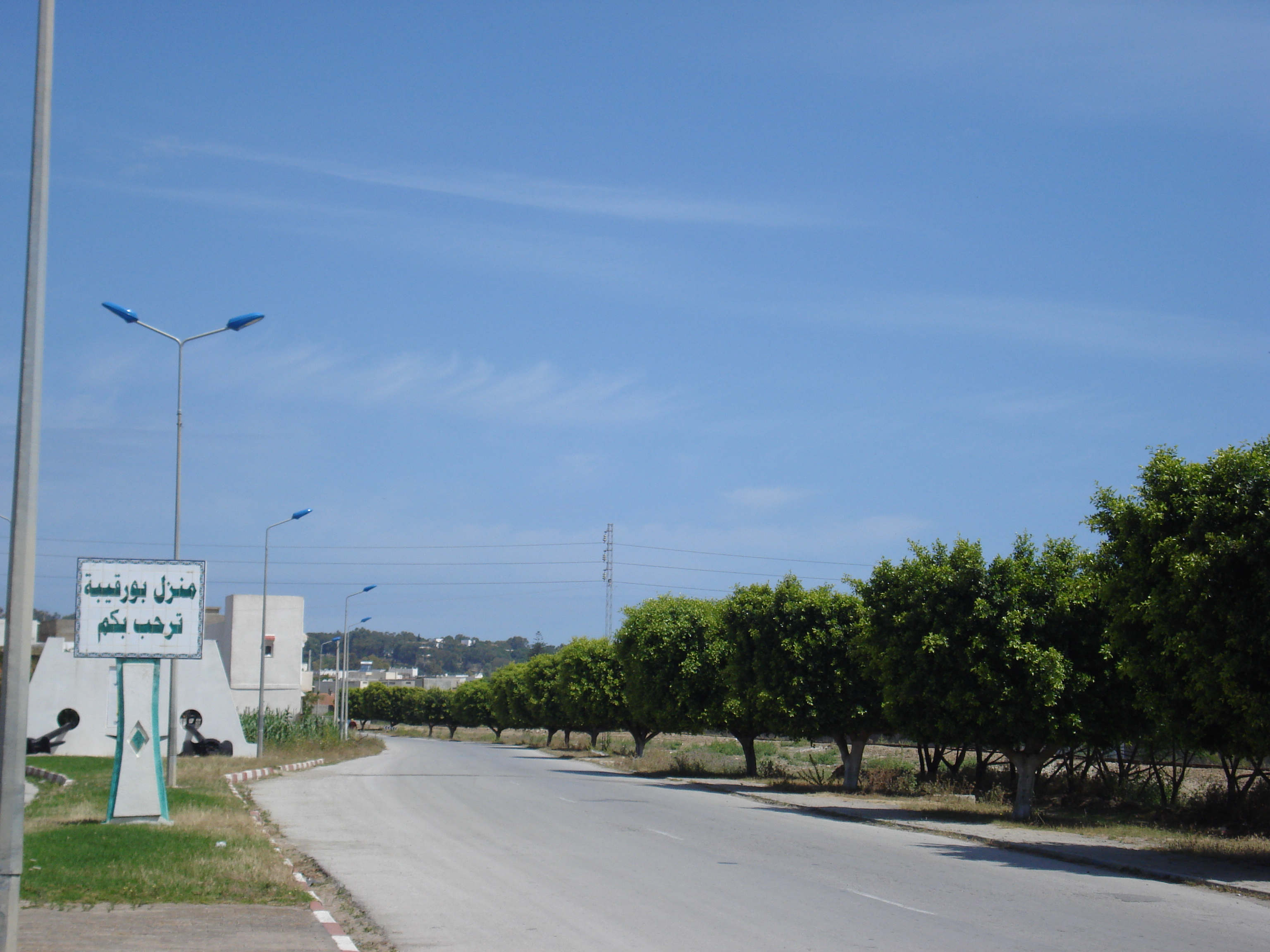
멘젤 부르기바

멘젤 부르기바(영어: Menzel Bourguiba, 아랍어: منزل بورقيبة)는 튀니지 비제르테 주에 있는 도시이다. 인구는 47,742명(2004년)이다.

## 자매 도시
- 독일 슈투트가르트